# Закон Вебера — Фехнера
Закон Вебера — Фехнера — психофізіологічний закон, що описує сприйняття різних фізичних величин органами чуттів.
Цей закон полягає в тому, що коли інтенсивність якої-небудь фізичної величини збільшувати в геометричній прогресії, то відчуття цієї величини буде збільшуватись в арифметичній прогресії. Іншими словами, при збільшенні інтенсивності стимулу в певну кількість разів його відчуття зростає на певну величину. Тобто, відчуття пропорційне логарифму інтенсивності стимулювання.
Закон Вебера — Фехнера справедливий, наприклад, для людського сприйняття гучності звуку, інтенсивності світла, сили механічного навантаження. Через це шкала рівнів гучності звуку та блиску зір є логарифмічною (збільшення гучності на 1 бел відповідає збільшенню інтенсивності звуку у 10 разів, а збільшення блиску на 1 зоряну величину — зменшенню інтенсивності світла у {\displaystyle {\sqrt[{5}]{100}}} ≈ 2,512 разів).
Цей закон можна записати таким чином:
{\displaystyle A_{1}-A_{2}=k\,\mathrm {lg} \left({\frac {I_{1}}{I_{2}}}\right)},
де:
{\displaystyle A_{1}}, {\displaystyle A_{2}} — відчуття двох стимулів, різних за величиною (точніше, чисельні значення цих відчуттів за відповідною логарифмічною шкалою),
{\displaystyle I_{1}}, {\displaystyle I_{2}} — інтенсивність відповідної фізичної величини для цих стимулів,
{\displaystyle k} — коефіцієнт, що залежить від способу побудови шкали. Для шкали гучності звуку у белах k = 1, у децибелах — k = 10, а для шкали зоряних величин k = −2,500.
Цей закон встановив німецький психофізіолог та анатом Ернст Генріх Вебер за результатами своїх досліджень, здійснених у 1830–1834 роках. Остаточно його сформулював Густав Фехнер 1858 року.